# Oliver Mayer (Fussballspieler)
Oliver Cyrill Mayer (* 13. November 2000 in Wil SG) ist ein Schweizer Fussballspieler.

## Karriere
Seine Jugendkarriere begann Mayer beim FC Uzwil, wechselte schliesslich über einen kurzen Abstecher von sieben Monaten beim FC St. Gallen zum FC Tobel-Affeltrangen, wo er zwei Saisons lang blieb. Anschliessend spielte er für drei Saisons beim FC Wil, eine Saison beim FC Uzwil. Nach einem kurzen Abstecher zum FC Winterthur wechselte Mayer in die zweite Mannschaft des FC Wil, die in der fünftklassigen 2. Liga interregional spielt. Für eine Saison wurde Mayer 2017 an den FC Uzwil ausgeliehen, der ebenfalls in der gleichen Liga und Gruppe wie die zweite Mannschaft des FC Wil spielt. Nach einer weiteren Saison in der zweiten Mannschaft schaffte er 2020 den Sprung in die erste Mannschaft der Wiler. Sein Debüt feierte Mayer im Juli 2020 gegen den FC Winterthur in der aufgrund der COVID-19-Pandemie verspäteten Rückrunde der Challenge League 2019/20. Mayer durfte eine Halbzeit spielen. Im Januar 2021 wurde Mayer für den Rest der Saison an die U-21 des FC St. Gallen ausgeliehen. Im Mai 2021 debütierte er beim FC St. Gallen in der Super League gegen den Servette. Im Sommer 2021 wechselte Mayer definitiv in die zweite Mannschaft des FCSG. Seit 2022 spielt Mayer wieder beim FC Uzwil, gleichzeitig wurde er aber an Menlo Oaks, die Fussballmannschaft des Menlo Colleges ausgeliehen.